# AC Tuttocuoio 1957 San Miniato SSD
Associazione Calcio Tuttocuoio 1957 San Miniato, zkráceně jen Tuttocuoio je italský klub hrající v sezoně 2024/25 4. italskou fotbalovou ligu, sídlící ve městě San Miniato v regionu Toskánsko.

## Změny názvu klubu
- 1957/58 – 1959/60 – US Ponte a Egola (Unione Sportiva Ponte a Egola)
- 1960/61 – 2004/05 – AS Tuttocuoio. (Associazione Sportiva Tuttocuoio)
- 2005/06 – 2009/10 – ASD Tuttocuoi (Associazione Sportiva Dilettantistica Tuttocuoio)
- 2010/11 – 2012/13 – ASD San Miniato Tuttocuoio (Associazione Sportiva Dilettantistica San Miniato Tuttocuoio)
- 2013/14 – AC Tuttocuoio 1957 San Miniato (Associazione Calcio Tuttocuoio 1957 San Miniato)

## Získané trofeje

### Vyhrané domácí soutěže
- 5. italská liga (2x)

2012/13, 2023/24

## Účast v ligách
| Úroveň soutěže | Název soutěže (nynější název) | První hraná sezona | Poslední hraná sezona | celkem odehraných sezon |
| -------------- | ----------------------------- | ------------------ | --------------------- | ----------------------- |
| 3              | Serie C                       | 2014/15            | 2016/17               | 3                       |
| 4              | Serie D                       | 2013/14            | 2024/25               | 5                       |
| 5              | Eccellenza                    | 2010/11            | 2023/24               | 8                       |